# Hans Colberg
Hans Christian Colberg (14. december 1921 i Klemensker på Bornholm – 25. september 2007 i Albertslund) var en dansk fodboldspiller (halfback).
Colberg begyndte med fodbold på Bornholm i Hasle Idrætsforening og kom som 17-årig til Lillerød Idrætsforening på Sjælland. 19 år gammel kom han i 1942 til Frem, hvor han spillede i otte år og vandt DM i 1944 samt DM-sølv 1948. 
Han var med som reserve til OL i London i 1948 og var den første bornholmer, der kom på landsholdet. Det blev kun til 4 A- (1948-50) og 3 U-landskampe (1946-8) inden han i 1950 blev han professionel i A.S. Lucchese Libertas 1905 i Italien, hvor han spillede 68 kampe og scorede et mål i sine to sæsoner i Serie A og Serie B . 
Efter hjemkomsten fra Italien 1953 kørte Colberg sammen med Jørgen Leschly Sørensen en sag mod Dansk Boldspil-Union, kaldet "Colberg-sagen". Når udlandsprofessionelle dengang vendte hjem, var de udelukket fra al fodbold i to år. Anken gik på, at det var urimeligt, at de ikke engang måtte spille sekundafodbold. Sagen blev vundet af Colberg og Sørensen. De hjemvendte spillere fik derefter lov til at spille med i ikke entréopkrævende kampe.
Colberg etablerede en stor fiskeforretning i København, hvor han en overgang havde landsholdsspilleren Ole Sørensen fra KB ansat.
Hans lillebror Kaj Colberg var i mange år målmand for Helsingør IF.

## Eksterne Henvisninger
- Hans Colbergs profil på Olympedia (engelsk)
- Hans Colbergs spillerprofil i DBU's Landsholdsdatabase
- Hans Colbergs profil hos EU-football.info (engelsk)
- Hans Colbergs spillerprofil på Transfermarkt (engelsk)
- Hans Colbergs spillerprofil på national-football-teams.com (engelsk)
- Hans Colbergs profil på WorldFootball.net (engelsk)
- Hans Colbergs profil hos FootballDatabase.eu (engelsk)
- Hans Colbergs profil på Zero Zero (engelsk)